# Inishkeel SPA
Inishkeel SPA este o arie protejată (arie de protecție specială avifaunistică — SPA) din Irlanda întinsă pe o suprafață de 124,41 ha, integral pe uscat.

## Localizare
Centrul sitului Inishkeel SPA este situat la coordonatele 54°50′52″N 8°27′22″W / 54.847886°N 8.456092°V.

## Înființare
Situl Inishkeel SPA a fost declarat arie de protecție specială avifaunistică în martie 2009 pentru a proteja 2 specii de animale.

## Biodiversitate
Situată în ecoregiunea atlantică, aria protejată nu include niciun habitat protejat.
La baza desemnării sitului se află mai multe specii protejate de  păsări (2): Branta leucopsis, Clangula hyemalis.
Pe lângă speciile protejate, pe teritoriul sitului au mai fost identificate 1 specie de păsări.